# Historische Provinzen Südafrikas

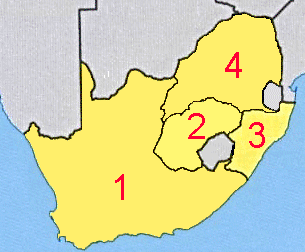
Historische Provinzen Südafrikas:
1. Kapprovinz
2. Oranje-Freistaat
3. Natal
4. Transvaal

In der Südafrikanischen Union (ab 1910) war das Land in vier Provinzen unterteilt. Ab 1913 wurde das Recht der schwarzen Bevölkerungsmehrheit auf Landbesitz auf gewisse Gebiete beschränkt, die etwa 13 % des Territoriums ausmachten. Nach 1950 wurden diese Gebiete nach und nach in sogenannte Homelands umgewandelt. 1976 war Transkei das erste Homeland, welches die „Unabhängigkeit“ von Südafrika akzeptierte. Obwohl dieser Schritt international nie anerkannt wurde, folgten kurz darauf drei weitere Homelands.
Seit 1994 wird Südafrika in neun Provinzen unterteilt. Die ehemaligen Homelands wurden kurz vor den ersten freien Wahlen in die neu geschaffenen Provinzen integriert.

## 1910–1994
Provinzen
- Kapprovinz – Kapstadt
- Natal – Pietermaritzburg
- Oranje-Freistaat – Bloemfontein
- Transvaal – Pretoria

Zwischen 1949 und 1990 wurde Südwestafrika (das heutige Namibia) von Südafrika als 5. Provinz betrachtet, was international jedoch nicht anerkannt wurde.
„Unabhängige“ Homelands
- Bophuthatswana – Mmabatho (seit 1977)
- Ciskei – Bisho (seit 1981)
- Transkei – Umtata (seit 1976)
- Venda – Thohoyandou (seit 1979)

Nicht-unabhängige Homelands
- Gazankulu – Giyani
- KaNgwane – Louieville
- KwaNdebele – Siyabuswa
- KwaZulu – Ulundi
- Lebowa – Lebowakgomo
- Qwaqwa – Phuthaditjhaba